# Hubert Brouns
Hubert Brouns (Hasselt, 11 december 1947), is een Belgisch onderwijzer en politicus voor de CVP en vervolgens de CD&V.

## Biografie
Hubert Brouns studeerde in 1967 af als onderwijzer aan de Normaalschool van Maasmechelen en werkte daarna als leraar aan het Technisch Instituut Sint-Jansberg in Maaseik.
Hij ging in de gemeentepolitiek in Kinrooi en werd er in 1976 voor de CVP verkozen tot gemeenteraadslid. Van 1983 tot 1988 was hij schepen van de gemeente. In 1989 werd hij er burgemeester in opvolging van de liberaal Theo Schoofs, wat hij bleef tot in 1994. Na een legislatuur in de oppositie werd Brouns in 2001 opnieuw burgemeester en bleef dit nog twee legislaturen. Na de verkiezingen van 2012 werd hij opgevolgd door zijn zoon Jo Brouns. Hubert Brouns was ook buiten de gemeentepolitiek actief. Van 1978 tot 1991 was hij provincieraadslid van Limburg en van 1986 tot 1991 was hij ook voorzitter van de provincieraad.
Van november 1991 tot mei 2003 zetelde hij in de Kamer van volksvertegenwoordigers. In de periode januari 1992-mei 1995 had hij als gevolg van het toen bestaande dubbelmandaat ook zitting in de Vlaamse Raad. Bij de eerste rechtstreekse verkiezingen voor het Vlaams Parlement van 13 juni 2004 werd hij verkozen in de kieskring Limburg. Hij bleef Vlaams Parlementslid tot februari 2007, waarna hij werd opgevolgd door Sonja Claes. Sinds 12 maart 2007 mag hij zich ere-Vlaams volksvertegenwoordiger noemen. Die eretitel werd hem toegekend door het Bureau (dagelijks bestuur) van het Vlaams Parlement.
In de periode 2004 tot 2015 cumuleerde hij 5 à 14 mandaten, waarvan 3 à 7 bezoldigd.